# Martin de Esparza Artieda

Cursus theologicus, 1666

Martín de Esparza Artieda (Ezcároz, 5 marzo 1606 – Roma, 21 aprile 1689) è stato un teologo e gesuita spagnolo.

## Biografia
Nato a Ezcároz (Pamplona) nel 1606, entrò nell'ordine dei gesuiti a Villagarcía de Campos nel 1621 e prese i quattro voti il 7 marzo 1639. Insegnò teologia a Valladolid, Salamanca e al Collegio Romano (1648-1658), dopo Antonio Pérez. Diventò consigliere in teologia e censore generale dei libri dell'ordine e sarebbe stato uno dei censori di Tirso Gonzáles. Commentatore della Summa Theologiae, alla quale ispirò la propria opera Cursus theologicus (1666), fu un esponente minore della filosofia scolastica.

## Opere
- (LA) Cursus theologicus, vol. 1, Lugduni, Philippe Borde, Laurent Arnaud, Pierre Borde, 1666.
- (LA) Cursus theologicus, vol. 2, Lugduni, Philippe Borde, Laurent Arnaud, Pierre Borde, 1666.